# Ciro Capuano
Ciro Capuano (Napoli, 10 luglio 1981) è un dirigente sportivo ed ex calciatore italiano, di ruolo difensore.

## Biografia
È sposato con Lisa Cardelli, conosciuta nel 2000, da cui ha avuto due figlie, Matilde ed Ester. Dal 5 novembre 2012 è un atleta di Cristo, battezzato dall'allora compagno di squadra Nicola Legrottaglie.

## Caratteristiche tecniche
Durante la carriera ha ricoperto il ruolo di terzino sinistro che però poteva anche giocare come centrale di una difesa a tre o esterno di centrocampo.

## Carriera

### Club
Acquistato giovanissimo dall'Empoli nel 1999 dal Sant'Anastasia, dopo non aver mai esordito in B con i toscani, trova spazio come professionista nel Pisa in Serie C1, dove gioca quattro stagioni. Con i toscani sfiora la promozione in Serie B nel campionato 2002-2003, perdendo la finale play-off contro l'AlbinoLeffe.
Nella stagione 2004-2005 passa in Serie A nelle file del Bologna, dove subentra più volte a gara iniziata. Nella stagione seguente (2005-2006) in Serie B è invece titolare.
Acquistato dal Palermo nell'estate del 2006 per 1,8 milioni di euro, trova un discreto spazio nell'undici titolare, contendendosi spesso il posto con Marco Pisano. Il 20 dicembre 2006, dopo essere subentrato dalla panchina nella gara contro l'Ascoli, sigla il suo primo gol e il 700º del Palermo in Serie A. Il 19 febbraio 2008, durante un allenamento, riporta una lussazione gleno-omerale come quella avuta all'inizio della stagione, nella vittoriosa partita del 2 settembre contro il Livorno (sostituito al 13' da Pisano): la sua stagione si conclude quindi così. Dopo un controllo medico a Milano, il giocatore è stato operato il 29 febbraio: l'operazione è perfettamente riuscita. Torna in campo per una partita ufficiale il 23 novembre 2008 contro il Bologna (1-1). In questa nuova stagione con la maglia rosanero riesce a giocare solo un'altra partita (contro l'Atalanta), prima di essere ceduto in prestito con diritto di riscatto al Catania il 20 gennaio 2009.
Segna la prima rete con la maglia rossoazzurra il 22 febbraio nella vittoria per 2-0 Reggina, con un sinistro da fuori area. Conclude la stagione con 20 presenze totali.
Il 22 giugno 2009 il suo cartellino viene interamente riscattato dalla società etnea per 3 milioni di euro. Il primo gol nella stagione 2010-2011(ed unico stagionale) arriva contro il Milan, il 18 settembre 2010, con un gran tiro di sinistro al volo che sblocca la partita poi conclusa sull'1-1.
Al termine della stagione 2013-2014 il Catania retrocede in Serie B e nonostante ciò Capuano decide di rinnovare ulteriormente il proprio contratto con gli etnei.
La stagione successiva, il 13 settembre 2014, debutta in Serie B con la maglia dei rossazzurri nella sconfitta esterna per 1-0 contro il Perugia.
Alla fine della stagione, complice il declassamento del Catania all'ultimo posto per il coinvolgimento nello scandalo del calcioscommesse, termina la sua avventura alla pendici dell'Etna con 134 partite giocate e 2 gol all'attivo.
Rimasto svincolato, il 24 luglio 2015 viene acquistato dall'Akragas, fresco di promozione in Lega Pro, allenato dall'ex compagno di squadra a Catania, Nicola Legrottaglie.
Dopo appena una stagione, il 18 luglio 2016 lascia l'Akragas per accasarsi alla Lucchese.
Due stagioni dopo, il 24 maggio 2018, annuncia il ritiro dall'attività agonistica, diventando il nuovo direttore sportivo del settore giovanile dello Sporting Pietrasanta, squadra di Promozione.

### Nazionale
Nel maggio del 2002, mentre giocava nel Pisa, è stato convocato cinque volte dalla Nazionale Under-20, esordendo nella partita contro il Sud Africa, vinta dagli azzurri per 4-0.

## Statistiche

### Presenze e reti nei club
| Stagione        | Squadra         | Campionato      | Campionato | Campionato | Coppe nazionali | Coppe nazionali | Coppe nazionali | Coppe continentali | Coppe continentali | Coppe continentali | Altre coppe | Altre coppe | Altre coppe | Totale | Totale |
| Stagione        | Squadra         | Comp            | Pres       | Reti       | Comp            | Pres            | Reti            | Comp               | Pres               | Reti               | Comp        | Pres        | Reti        | Pres   | Reti   |
| --------------- | --------------- | --------------- | ---------- | ---------- | --------------- | --------------- | --------------- | ------------------ | ------------------ | ------------------ | ----------- | ----------- | ----------- | ------ | ------ |
| 1997-1998       | Portici         | Ecc.            | ?          | ?          | -               | -               | -               | -                  | -                  | -                  | -           | -           | -           | ?      | ?      |
| 1998-1999       | Sant'Anastasia  | CND             | 27         | 0          | -               | -               | -               | -                  | -                  | -                  | -           | -           | -           | 27     | 0      |
| 1999-2000       | Empoli          | B               | 0          | 0          | CI              | 0               | 0               | -                  | -                  | -                  | -           | -           | -           | 0      | 0      |
| 2000-2001       | Pisa            | C1              | 23         | 0          | CI+CI-C         | 0+4             | 0               | -                  | -                  | -                  | -           | -           | -           | 27     | 0      |
| 2001-2002       | Pisa            | C1              | 28         | 2          | CI-C            | 6               | 1               | -                  | -                  | -                  | -           | -           | -           | 34     | 3      |
| 2002-2003       | Pisa            | C1              | 29+4       | 4          | CI-C            | 5               | 0               | -                  | -                  | -                  | -           | -           | -           | 38     | 4      |
| 2003-2004       | Pisa            | C1              | 19         | 1          | CI+CI-C         | 1+0             | 0               | -                  | -                  | -                  | -           | -           | -           | 20     | 1      |
| Totale Pisa     | Totale Pisa     | Totale Pisa     | 99+4       | 7          |                 | 16              | 1               |                    | -                  | -                  |             | -           | -           | 119    | 8      |
| 2004-2005       | Bologna         | A               | 18+2       | 0          | CI              | 3               | 1               | -                  | -                  | -                  | -           | -           | -           | 23     | 1      |
| 2005-2006       | Bologna         | B               | 33         | 0          | CI              | 2               | 0               | -                  | -                  | -                  | -           | -           | -           | 35     | 0      |
| Totale Bologna  | Totale Bologna  | Totale Bologna  | 51+2       | 0          |                 | 5               | 1               |                    | -                  | -                  |             | -           | -           | 58     | 1      |
| 2006-2007       | Palermo         | A               | 7          | 1          | CI              | 0               | 0               | CU                 | 2                  | 0                  | -           | -           | -           | 9      | 1      |
| 2007-2008       | Palermo         | A               | 12         | 0          | CI              | 1               | 0               | CU                 | 1                  | 0                  | -           | -           | -           | 14     | 0      |
| 2008-gen. 2009  | Palermo         | A               | 2          | 0          | CI              | 0               | 0               | -                  | -                  | -                  | -           | -           | -           | 2      | 0      |
| Totale Palermo  | Totale Palermo  | Totale Palermo  | 21         | 1          |                 | 1               | 0               |                    | 3                  | 0                  |             | -           | -           | 25     | 1      |
| gen.-giu. 2009  | Catania         | A               | 18         | 1          | CI              | -               | -               | -                  | -                  | -                  | -           | -           | -           | 18     | 1      |
| 2009-2010       | Catania         | A               | 30         | 0          | CI              | 3               | 0               | -                  | -                  | -                  | -           | -           | -           | 33     | 0      |
| 2010-2011       | Catania         | A               | 23         | 1          | CI              | 0               | 0               | -                  | -                  | -                  | -           | -           | -           | 23     | 1      |
| 2011-2012       | Catania         | A               | 7          | 0          | CI              | 2               | 0               | -                  | -                  | -                  | -           | -           | -           | 9      | 0      |
| 2012-2013       | Catania         | A               | 14         | 0          | CI              | 4               | 0               | -                  | -                  | -                  | -           | -           | -           | 18     | 0      |
| 2013-2014       | Catania         | A               | 5          | 0          | CI              | 1               | 0               | -                  | -                  | -                  | -           | -           | -           | 6      | 0      |
| 2014-2015       | Catania         | B               | 25         | 0          | CI              | 2               | 0               | -                  | -                  | -                  | -           | -           | -           | 27     | 0      |
| Totale Catania  | Totale Catania  | Totale Catania  | 122        | 2          |                 | 12              | 0               |                    | -                  | -                  |             | -           | -           | 134    | 2      |
| 2015-2016       | Akragas         | LP              | 25         | 0          | CI-LP           | 5               | 1               | -                  | -                  | -                  | -           | -           | -           | 30     | 1      |
| 2016-2017       | Lucchese        | LP              | 32+5       | 0          | CI-LP           | 2               | 0               | -                  | -                  | -                  | -           | -           | -           | 39     | 0      |
| 2017-2018       | Lucchese        | C               | 26         | 1          | CI+CI-C         | 1+0             | 0               | -                  | -                  | -                  | -           | -           | -           | 27     | 1      |
| Totale Lucchese | Totale Lucchese | Totale Lucchese | 58+5       | 1          |                 | 3               | 0               |                    | -                  | -                  |             | -           | -           | 66     | 1      |
| Totale carriera | Totale carriera | Totale carriera | 414        | 11         |                 | 42              | 3               |                    | 3                  | 0                  |             | -           | -           | 459    | 14     |

## Palmarès

### Club

#### Competizioni nazionali
- Campionato Nazionale Dilettanti: 1

Sant'Anastasia: 1998-1999